# Näsby-Fellingsbro pastorat
Näsby-Fellingsbro pastorat är ett pastorat i Bergslagens kontrakt i Västerås stift i Lindesbergs kommun i Västmanlands län. 
Pastoratet bildades 2014 genom sammanläggning av pastoraten:
- Fellingsbro pastorat
- Näsby pastorat

Pastoratet består av följande församlingar:
- Fellingsbro församling
- Näsby församling

Pastoratskod är 050401.